# Attila Verestóy
Attila Verestóy (Odorheiu Secuiesc, Rumania, 1 de marzo de 1954-Viena, Austria 24 de enero de 2018) fue un empresario, ingeniero químico y político rumano de etnia húngara, miembro del Senado rumano reelegido en todas las legislaturas de 1990 a 2018, en todas las ocasiones por el distrito de Harghita en las listas de la Unión Democrática de Húngaros en Rumania. 
La proliferación de la deforestación en Rumania coincidió con la participación en el negocio de la madera de la familia del político, que más tarde sería apodado "Motosierra de Dios" y "Rey de la Madera".

## Biografía
Nació de padres étnicos húngaros en Odorheiu Secuiesc y completó sus estudios secundarios en la escuela secundaria teórica Petru Groza de la ciudad. En 1972, se matriculó en la Universidad Politécnica de Bucarest y se graduó de la Facultad de Tecnología Química seis años después. Luego se inscribió en un programa de maestría en Ingeniería Química en la misma institución, y en 1999 obtuvo un doctorado en Química de Politécnica, especializándose en química inorgánica y protección ambiental.
De 1978 a 1979, trabajó en una fábrica en Gheorgheni, seguido de un período como ingeniero en una fábrica en su ciudad natal desde 1979 hasta el año siguiente. De 1980 a 1983, fue profesor en la Facultad de Química Industrial de su universidad, y desde este último año hasta 1989, fue investigador científico en el Instituto de Investigación de Química Inorgánica en Bucarest, ascendiendo a investigador científico en jefe en 1989. Al momento de su muerte, Verestóy tenía más de 60 trabajos científicos, presentados en conferencias y congresos, y coautor de tres libros. sobre ingeniería química y protección del medio ambiente. También publicó artículos sobre política de seguridad.
Según Verestóy, sus actividades durante la década de 1980 bajo el régimen comunista llamaron la atención de la policía secreta del gobierno, la Securitate. Después de intentar contactar al director de una asociación en Hungría, se prohibió su participación en cualquier programa internacional. Aunque su beca por mérito para estudiar en el extranjero fue aprobada por un comité de revisión, la Securitate vetó la iniciativa. Más tarde, junto con un amigo, estableció contacto con diplomáticos de la embajada de Hungría en Bucarest y, con su ayuda, obtuvo materiales de los medios de comunicación en idioma húngaro para distribuirlos en Transilvania. Durante 1989, fue puesto bajo vigilancia y sus teléfonos fueron intervenidos; finalmente, fue destituido de su puesto de profesor. Cuando estalló la revolución rumana de 1989, se unió al levantamiento un día antes del derrocamiento de Nicolae Ceauşescu y ayudó a fundar la Unión Democrática de Húngaros en Rumania en los días siguientes.
Verestóy ingresó a la política después de la Revolución, sirvió en enero de 1990 como asesor del Frente de Salvación Nacional y miembro del grupo de asesores de Károly Király, uno de los vicepresidentes del Frente. De febrero a mayo de ese año perteneció al Consejo Provisional de Unidad Nacional y fue presidente de su comité de minorías. Fue elegido senador en las elecciones de mayo de 1990, para reelegirse en las consecutivas elecciones de 1992, 1996, 2000, 2004, 2008, 2012 y 2016. Ocupó diversos cargos y funciones en comisiones dentro del Senado: miembro (1990-1992; 2008-2018), secretario (1992) y cuestor (2010-2018) de la mesa directiva permanente; miembro del comité de defensa, orden público y seguridad nacional (1993-1996); y del comité de cultura, arte y medios de comunicación (1992-1996); del comité de salud pública (1996-1997); del comité de investigación de abusos, combate a la corrupción y peticiones (2000-2001; 2004-2005); comité conjunto para la supervisión de las actividades del Serviciul Român de Informaţii (2000-2018); del comité conjunto de los revolucionarios de 1989 (2004); y del comité de igualdad de oportunidades (2008-2009). Adicionalmente fue líder de la delegación parlamentaria de la UDMR entre 1992 y 2008. Así mismo, entre 1997 y 2007 fue jefe de la sección regional de la UDMR en Odorheiu Secuiesc.
A partir de 2009, Verestóy fue el tercer político rumano más rico, con una riqueza de € 100 millones, aunque había perdido 150 millones frente al año anterior, debido a la recesión. Apodado el "rey de la tala", tenía importantes inversiones en la industria de la madera; fue allí donde comenzó a acumular su riqueza, y el presidente Traian Băsescu lo apodó un "oligarca de la transición". Otras empresas en las que tenía una cantidad sustancial de acciones eran Transgaz y Rompetrol. En 2007, era propietario de tres complejos de apartamentos que construyó en Bucarest ese año, un apartamento más antiguo en la capital y otro en Odorheiu Secuiesc, y una casa de vacaciones en el condado de Ilfov . Ese año, fiscales de la Dirección Nacional Anticorrupción lo investigaron por presuntamente ganar 10 millones de euros por transacciones de un fondo de inversión regional que había realizado a raíz de información obtenida con motivo de su despacho parlamentario, pero decidieron no procesarlo.
Verestóy dirigió una fundación benéfica y fue presidente del Club de Balonmano Odorhei. Él y su esposa tuvieron un hijo. Diagnosticado con cáncer de pulmón en 2017, murió mientras se sometía a tratamiento en Viena al año siguiente.